# Malcolmia toppinii
Malcolmia toppinii är en korsblommig växtart som beskrevs av Otto Eugen Schulz. Malcolmia toppinii ingår i släktet strandlövkojor, och familjen korsblommiga växter. Inga underarter finns listade i Catalogue of Life.